# 熊野市立神上中学校
熊野市立神上中学校（くまのしりつこうのうえちゅうがっこう）は三重県熊野市神川町に位置する公立の中学校である。取り組みとして田植え、5月には茶摘み、6月には梅とりなど行っている。熊野市立神上小学校と同じ場所にある。

## 所在地
〒519-4442 三重県熊野市神川町63

## 沿革
- 1963年9月 講堂新築
- 1965年3月 校舎新築
- 1995年3月 学習用コンピューター整備
- 2020年3月 休校[1]。

## 交流学校
- 北山村立北山中学校